# Gertrude di Babenberg
Gertrude di Babenberg (1226 – 24 aprile 1288) è stata una nobile austriaca.

## Biografia
Era figlia del duca Enrico, fu la legittima erede dei domini dei Babenberg, in quanto nipote di Federico II.
Li ereditò, ma solo in teoria perché passò gran parte della vita a rivendicarli fino al 1283 (prima di morire solo pochi anni dopo, nel 1288, all'età di 62 anni). 
Nel 1247 sposò Vladislao di Boemia, il quale acquisì tutti i suoi i possedimenti, diventando duca d'Austria. Rimasta vedova nello stesso anno, sposò nel 1248 il margravio Ermanno VI di Baden-Baden, che divenne co-reggente d'Austria, e ne ebbe un figlio, Federico, e una figlia, Agnese. Tuttavia anche il secondo marito morì poco, dopo nel 1250, e ne approfitto' l'ex cognato, Re Ottocaro II di Boemia, che aveva sposato la zia di Gertrude, Margherita di Babenberg (di 26 anni maggiore di lui), Regina dei Romani (già nuora dell'Imperatore Federico II), per avere dei diritti sull'Austria, e che riuscì a controllare per anni. Nemmeno l'imperatore Rodolfo I d'Asburgo  l'aiuto' e anzi, dopo aver sconfitto Ottocaro II, infeudo' i propri figli degli ex territori dei Babenberg. 
In terze nozze aveva sposato un principe russo, Roman Danilovic (con territori nell'attuale Bielorussia) nel 1252 rimanendo vedova nel 1261, senza che lui riuscisse ad aiutarla in Austria, avendone un'unica figlia, Maria. 
Tra i suoi discendenti, tramite la figlia Agnese, ci furono i conti di Cilli, e da loro, Elisabetta di Lussemburgo, Regina di Ungheria, Boemia, figlia di Barbara di Cilli e dell'Imperatore Sigismondo di Lussemburgo, Re di Ungheria, etc. Fu moglie di Alberto II d'Asburgo, imperatore.
L'unico figlio maschio, Federico I di Baden-Baden, era morto a Napoli, a 19 anni, nel 1268 per aver seguito Corradino di Svevia nella sua spedizione in Italia e finendo, come lui, imprigionato a Castel dell'Ovo e poi decapitato.

## Ascendenza
|                                                               |                                    |                                   | Genitori                               |  |  | Nonni |  |  | Bisnonni                                         |  |  | Trisnonni                              |  |
|                                                               |                                    |                                   |                                        |  |  |       |  |  | Leopoldo V di Babenberg, duca d'Austria e Stiria |  |  | Enrico II di Babenberg, duca d'Austria |  |
|                                                               |                                    |                                   |                                        |  |  |       |  |  | Leopoldo V di Babenberg, duca d'Austria e Stiria |  |  | Enrico II di Babenberg, duca d'Austria |  |
|                                                               |                                    | Teodora Comnena                   |                                        |  |  |       |  |  | Leopoldo V di Babenberg, duca d'Austria e Stiria |  |  |                                        |  |
| Leopoldo VI di Babenberg, duca di Stiria ed Austria           |                                    |                                   |                                        |  |  |       |  |  | Leopoldo V di Babenberg, duca d'Austria e Stiria |  |  |                                        |  |
|                                                               |                                    | Elena d'Ungheria                  | Géza II, re d'Ungheria                 |  |  |       |  |  |                                                  |  |  |                                        |  |
|                                                               |                                    | Elena d'Ungheria                  | Géza II, re d'Ungheria                 |  |  |       |  |  |                                                  |  |  |                                        |  |
|                                                               |                                    | Elena d'Ungheria                  | Eufrosina di Kiev                      |  |  |       |  |  |                                                  |  |  |                                        |  |
| Enrico di Babenberg, duca di Mödling                          |                                    | Elena d'Ungheria                  |                                        |  |  |       |  |  |                                                  |  |  |                                        |  |
|                                                               |                                    | Isacco Comneno Vatatzes           | Alessio Vatatzes                       |  |  |       |  |  |                                                  |  |  |                                        |  |
|                                                               |                                    | Isacco Comneno Vatatzes           | Alessio Vatatzes                       |  |  |       |  |  |                                                  |  |  |                                        |  |
|                                                               |                                    | Isacco Comneno Vatatzes           | Maria Pegonitissa                      |  |  |       |  |  |                                                  |  |  |                                        |  |
| Teodora Angelina                                              |                                    | Isacco Comneno Vatatzes           |                                        |  |  |       |  |  |                                                  |  |  |                                        |  |
|                                                               |                                    | Anna Comnena Angelina             | Alessio III Angelo, basileus dei Romei |  |  |       |  |  |                                                  |  |  |                                        |  |
|                                                               |                                    | Anna Comnena Angelina             | Alessio III Angelo, basileus dei Romei |  |  |       |  |  |                                                  |  |  |                                        |  |
|                                                               |                                    | Anna Comnena Angelina             | Eufrosina Ducena Camatera              |  |  |       |  |  |                                                  |  |  |                                        |  |
| Gertrude di Babenberg                                         |                                    | Anna Comnena Angelina             |                                        |  |  |       |  |  |                                                  |  |  |                                        |  |
|                                                               | Ludovico II, langravio di Turingia | Ludovico I, langravio di Turingia |                                        |  |  |       |  |  |                                                  |  |  |                                        |  |
|                                                               | Ludovico II, langravio di Turingia | Ludovico I, langravio di Turingia |                                        |  |  |       |  |  |                                                  |  |  |                                        |  |
|                                                               | Ludovico II, langravio di Turingia | Edvige di Gudensberg              |                                        |  |  |       |  |  |                                                  |  |  |                                        |  |
| Ermanno I, conte palatino di Sassonia e langravio di Turingia | Ludovico II, langravio di Turingia |                                   |                                        |  |  |       |  |  |                                                  |  |  |                                        |  |
|                                                               |                                    | Giuditta di Svevia                | Federico II, duca di Svevia            |  |  |       |  |  |                                                  |  |  |                                        |  |
|                                                               |                                    | Giuditta di Svevia                | Federico II, duca di Svevia            |  |  |       |  |  |                                                  |  |  |                                        |  |
|                                                               |                                    | Giuditta di Svevia                | Agnese di Saarbrücken                  |  |  |       |  |  |                                                  |  |  |                                        |  |
| Agnese di Turingia                                            |                                    | Giuditta di Svevia                |                                        |  |  |       |  |  |                                                  |  |  |                                        |  |
|                                                               |                                    | Ottone I, duca di Baviera         | Ottone IV, conte di Wittelsbach        |  |  |       |  |  |                                                  |  |  |                                        |  |
|                                                               |                                    | Ottone I, duca di Baviera         | Ottone IV, conte di Wittelsbach        |  |  |       |  |  |                                                  |  |  |                                        |  |
|                                                               |                                    | Ottone I, duca di Baviera         | Heilika di Pettendorf-Lengenfeld       |  |  |       |  |  |                                                  |  |  |                                        |  |
| Sofia di Baviera                                              |                                    | Ottone I, duca di Baviera         |                                        |  |  |       |  |  |                                                  |  |  |                                        |  |
|                                                               |                                    | Agnese di Loon                    | Luigi I, conte di Loon                 |  |  |       |  |  |                                                  |  |  |                                        |  |
|                                                               |                                    | Agnese di Loon                    | Luigi I, conte di Loon                 |  |  |       |  |  |                                                  |  |  |                                        |  |
|                                                               |                                    | Agnese di Loon                    | Agnese di Metz                         |  |  |       |  |  |                                                  |  |  |                                        |  |
|                                                               |                                    | Agnese di Loon                    |                                        |  |  |       |  |  |                                                  |  |  |                                        |  |